# Eurypon cinctum
Eurypon cinctum är en svampdjursart som beskrevs av Sarà 1960. Eurypon cinctum ingår i släktet Eurypon och familjen Raspailiidae. Inga underarter finns listade i Catalogue of Life.